# 反取
反取（たんどり/たんとり）とは、近世日本における徴租法の1つ。段取とも表記し、反別取（たんべつどり）・畝取（せどり）とも呼ばれた。

## 概要
主に東国を中心として行われ、検見を実施してその収穫見込に応じて田畑に上中下の租率を定め、それに全反別を掛け合わせることで全体の租額（根取（ねとり））を決定する。ただし、村柄（村もしくは地域の持つ環境・経済・交通などの条件）を考慮して租率が上下することがある。また、屋敷地は上畑に準じて課税された。
田は上田は（1段歩あたり）7斗、中田は6斗、下田は5斗で米取によって徴収された。畑は上畑は（1段歩あたり）永250文、中畑は230文、下畑は210文で永取によって徴収された。
中世の永高制を石高制に移行する際に考え出された方法であると言われているが、主に西国を領する領主の東国における所領などでは、西国の釐取が実施された地域もあった。